# АСК Рига
АСК — латвийский баскетбольный клуб из города Рига.

## О клубе
История клуба берёт начало в 1929 году, когда сразу стал представлять Дом офицеров. До 50-х годов постоянно побеждал в чемпионате Латвийской ССР, именно в то время команда получила право играть в Высшей лиге СССР и в 1955 году выиграла первый национальный чемпионат.
В то время у руля команды был легендарный тренер Александр Гомельский, именно с его именем связаны самые золотые года армейцев. В 1957, 1958 годах СКА оформил ещё два золота чемпионата СССР.
В 1957 году начинается первый розыгрыш Кубка европейских чемпионов, в нём участвовали чемпионы и некоторые вице-чемпионы европейских стран. И в первом и в последующих двух розыгрышах кубка армейцы выиграли этот трофей. А в 1961 году в четвёртом розыгрыше уступили трофей одноклубникам из Москвы.
В 1966 году Александр Гомельский покидает Ригу и уезжает в ЦСКА, после этого клуб перестал побеждать как в советском чемпионате, так и на европейской арене, а в дальнейшем и вовсе опустился во вторую лигу. В последнем чемпионате СССР 1991 года прекратил своё существование.
В 2005 году на основе клуба «БК Рига» возрождается клуб «АСК Рига» — армейский спортивный клуб Риги. А в 2007 году команда выигрывает национальное первенство ЛБЛ (Латвийская баскетбольная лига). Перед стартом сезона 2009/2010 команда объявила себя банкротом, из-за чего снялась с чемпионата.

## Название
В советское время команда называлась СКА Рига (Спортивный клуб армии), с 2005 и до своей ликвидации в 2009 году коллектив носил название «АСК» Рига (армейский спортивный клуб, латыш. Armijas Sporta Klubs).

## Титулы
- Кубок европейских чемпионов

Победитель (3 раза): 1958, 1959, 1960
Финалист (1 раз): 1961
- Чемпионат СССР по баскетболу

Победитель (3 раза): 1955, 1957, 1958
Серебряный призёр (2 раза): 1962, 1964
Бронзовый призёр (1 раз): 1961
- Чемпион Латвии (1 раз): 2007

## Известные тренеры
- Вальдемар Бауманис
- Александр Гомельский
- Майгонис Валдманис